# Coccoloba ramosisissima
Coccoloba ramosisissima är en slideväxtart som beskrevs av Hugh Algernon Weddell. Coccoloba ramosisissima ingår i släktet Coccoloba och familjen slideväxter. Inga underarter finns listade i Catalogue of Life.